# Danny Lux
Daniel Scott „Danny“ Lux (* 5. Juni 1969) ist ein US-amerikanischer Komponist, der vor allem für die Kompositionen von Fernsehfilmen und erfolgreichen Fernsehserien wie Boston Public, Boston Legal, Ally McBeal, My Name Is Earl und Sabrina – Total Verhext! bekannt ist.

## Leben
Daniel Scott Lux wuchs im San Fernando Valley auf, besuchte die Sepulveda Jr. High und nach seinem Abschluss 1987 an der Granada Hills High School entschied er sich gegen ein Studium am College. Denn durch Zufall erhielt er nur sechs Wochen nach seinem Abschluss die Möglichkeit, bei einem Bewerbungsgespräch des bekannten Filmkomponisten Mike Post eine Stelle als Assistent bei dem Komponisten Charles Sydnor zu bekommen. Dieser hatte sich auf der Suche nach einem bestimmten Musikgeschäft in der Stadt verlaufen und war in das Druckgeschäft von Lux Vater geraten, der mit ihm ein Gespräch anfing und von den Musiktalent seines Sohnes schwärmte, der jahrelang als Schlagzeuger in einer Schülerband spielte.
Lux arbeitete dabei in unterschiedlichen Positionen bei Post und durfte bereits 1991 erstmals an dessen Seite für die Krimiserie Palm Beach-Duo komponieren. Es folgte 1993 das für die Polizeiserie New York Cops – NYPD Blue, für die er jeweils 1995 und 1996 mit dem BMI Film & TV Award ausgezeichnet wurde. Nach etwa neun Jahren verließ Lux Posts Team und machte sich selbstständig. Seitdem kann er neben den Filmkompositionen einzelner Fernsehfilme wie Sabrina verhext in Rom, Businessplan zum Verlieben und Die Rache der Brautjungfern insbesondere auf die Kompositionen überaus erfolgreicher Fernsehserien wie Boston Public, Boston Legal, Ally McBeal, My Name Is Earl und Sabrina – Total Verhext! zurückblicken.

## Filmografie (Auswahl)

### Filme
- 1999: Sabrina verhext in Rom (Sabrina Goes to Rome)
- 2000: Rawley High – Das erste Semester (Young Americans)
- 2000: Unauthorized Brady Bunch: The Final Days
- 2002: Halloween: Resurrection
- 2002: Stolen Summer – Der letzte Sommer (Stolen Summer)
- 2005: Highschool News – Streng vertraulich! (Campus Confidential)
- 2005: Im Bann der schwarzen Witwe (Widow on the Hill)
- 2005: The Bay: Hai-Alarm! (Spring Break Shark Attack)
- 2006: Hilfe, mein Tagebuch ist ein Bestseller (Read It and Weep)
- 2007: Weihnachten in Handschellen (Holiday in Handcuffs)
- 2008: Verboten
- 2009: Die Schein-Hochzeit (My Fake Fiancé)
- 2010: Businessplan zum Verlieben (Beauty & the Briefcase)
- 2010: Die Rache der Brautjungfern (Revenge of the Bridesmaids)
- 2011: Die 12 Weihnachts-Dates (12 Dates of Christmas, Fernsehfilm)

### Fernsehserien
- 1991–1996: Palm Beach-Duo (Silk Stalkings, 106 Episoden)
- 1993: New York Cops – NYPD Blue (NYPD Blue, unbekannte Anzahl von Episoden)
- 1995–1997: NewsRadio (22 Episoden)
- 1996–1997: Party of Five (15 Episoden)
- 1997: Crisis Center (6 Episoden)
- 1997–1998, 2002, 2008–2009: Die Tricks der größten Zauberer (Breaking the Magician’s Code: Magic’s Biggest Secrets Finally Revealed, 18 Episoden)
- 1997–2002: Ally McBeal (112 Episoden)
- 1997–2003: Sabrina – Total Verhext! (Sabrina, the Teenage Witch, 106 Episoden)
- 1998–1999: Profiler (14 Episoden)
- 1999–2000: Sliders – Das Tor in eine fremde Dimension (Sliders, 18 Episoden)
- 2000–2004: Boston Public (46 Episoden)
- 2002: Hack – Die Straßen von Philadelphia (Hack, 9 Episoden)
- 2003: Strong Medicine: Zwei Ärztinnen wie Feuer und Eis (Strong Medicine, 5 Episoden)
- 2004–2008: Boston Legal (101 Episoden)
- 2004–2005: Medical Investigation (20 Episoden)
- 2005–2007: My Name Is Earl (36 Episoden)
- seit 2005: Grey’s Anatomy
- 2009: Good Wife (The Good Wife, 10 Episoden)
- 2009–2010: Melrose Place (10 Episoden)
- 2010–2013: The Glades
- 2010–2014: Raising Hope
- 2010–2015: Melissa & Joey
- 2011: Against the Wall
- 2018–2021: Manifest
- 2020–2024: Station 19
- 2023–2025: The Irrational

## Auszeichnungen (Auswahl)
Emmy Award
- 1997: Nominierung für die Beste Titelmusik von Profiler
- 1999: Nominierung für die Beste Titelmusik von Crisis Center

BMI Film & TV Awards
- 1995: New York Cops – NYPD Blue
- 1996: New York Cops – NYPD Blue
- 1999: Ally McBeal